# Embadium johnstonii
Embadium johnstonii är en strävbladig växtart som beskrevs av Ernest Horace Ising. Embadium johnstonii ingår i släktet Embadium och familjen strävbladiga växter. Inga underarter finns listade i Catalogue of Life.